# 전종휘
전종휘(全種暉, 1913년~2007년)는 대한민국의 전염병 임상학자, 전 가톨릭대학교 교수이다.

## 학력
- 1935년: 경성의학전문학교 졸업
- 1945년: 경성제국대학교 의학박사

## 주요경력
- 1937 ~ 1942년: 경성제국대학 부수
- 1940 ~ 1942년: 경성여자의학전문학교 조교수
- 1946 ~ 1964년: 서울대학교 의과대학 교수
- 1964 ~ 1977년: 대한감염학회 회장
- 1964 ~ 1978년: 가톨릭대학교 의과대학 교수, 부속 성모병원 원장
- 1975 ~ 1980년: 대한면역학회 회장
- 1979 ~ 1993년: 인제대학교 의과대학 교수

## 생애 및 업적
전종휘 교수는 우리나라 최초의 전염병 임상학자로서 전염병 치료 및 연구의 기틀을 다진 선구적 의학자다.

### 한국사회에 창궐한 각종 전염병 연구의 선구자
1913년 함경북도 성진군에서 태어난 그는 보성고등보통학교를 거쳐 경성의학전문학교에 입학했다. 그는 경성의전에서 스승 백인제와 선배 장기려를 만나 학문뿐 아니라 종교와 생활철학도 공유하며 특별한 관계를 유지했다. 경성의전을 졸업한 후에는 전염병 전문병원인 경성부립순화병원의 부수보(副手補)로 근무했다. 당시 경성은 전염병의 도시로 유명했으며 해마다 약 2천여 명의 전염병 환자가 발생했다. 그는 이곳에 근무하면서 일본뇌염 및 열대열 말라리아로 입원한 환자들을 대상으로 한 4편의 임상 사례연구를 일본 학술지에 발표했으며, 이중 열대열 말라리아는 국내에서 처음으로 발견한 것이었다.

### 자타공인 전염병 최고의 권위자
전종휘 교수는 한국전쟁 중에는 보건부의 방역보건위원, 육해공 3군의 방역자문교수, 서울시와 부산시의 방역위원, 육군출혈열연구반 위원 등 전염병과 관련하여 다방면에서 활발히 활동했다. 그는 전염병을 학문으로만 연구한 것에 그치지 않고, 전염병이 유행하는 현장에 직접 참여하여 방역과 치료는 물론 그 원인을 밝히며 자타공인 전염병의 최고 권위자가 되었다.

### 한국 의학교육의 현대적 기반 마련에 헌신한 교육자
전종휘 교수는 정년퇴직한 후 인제의과대학의 초대학장으로 부임해 의학교육의 기틀을 다졌으며, 오늘날 의료인문학 교육에 해당하는 의학개론을 국내 의과대학 최초로 신설하기도 했다. 1993년 일선에서 물러나 회고록 저술과 축령복음병원 등에서 고문의사로도 활동했다. 1999년에는 일생을 전염병 연구에 헌신한 공로를 인정받아 성곡학술문화상 자연과학 부문을 수상했으며, 2010년에는 한국 의학 발전에 기여한 공로로 대한의학회가 헌정한 ‘명예의 전당’에 선정되기도 했다. 이렇듯 전종휘 교수는 우리나라 전염병 연구를 개척한 임상의사였으며, 46년이라는 긴 기간을 의학교육에 헌신한 교육자였다. 

## 포상
- 1966년: 삼일문화학술상
- 1970년: 국민훈장 동백장
- 1977년: 대통령 표창장
- 1999년: 성공학술문화상

## 참고자료
- 대한민국과학기술유공자 홈페이지